# امام زادة بدة (بوشكان)
امام زادة بدة (بالفارسية: امام‌زاده‌بده) هي قرية تقع في إيران في قسم بوشكان الريفي. يقدر عدد سكانها بـ 252 نسمة بحسب إحصاء 2016.